# Петеро Окотай
Петеро Окотай (англ. Petero Okotai, 3 серпня 1981) — новозеландський плавець.
Учасник Олімпійських Ігор 2008 року.